# Vlag van Valgamaa

Vlag van Valgamaa

De vlag van Valgamaa, een provincie van Estland, bestaat net als alle vijftien andere Estische provincievlaggen uit twee even hoge banen van wit en groen met het provinciewapen op het midden van de witte baan. Groen staat voor de natuur in Estland. Ook toen werd gekozen voor een unieke en als zodanig direct herkenbare provincievlag. De vlag is, net als alle andere provincievlaggen, vastgelegd door toenmalig president Konstantin Päts: dit gebeurde op 17 september 1996. De hoogtelengte verhouding van de vlaggen is 7:11; bij een vlag van 105 bij 165 centimeter is de hoogte van het wapen 40 centimeter.
Het provinciewapen op het midden van de witte baan van de vlag bestaat uit een rechtsschuin gedeeld schild in wit en blauw met op het blauw vier witte vijfpuntige sterren, drie langs de diagonaal en één linksboven.
Het wapen werd in 1937 aangenomen en is een simplificatie van eerdere ontwerpen (1931, 1934). In 1996 werden wapen en vlag weer bevestigd. De verdeling van het schild verwijst aan de verdeling van het gebied tussen Estland en Letland in 1920. De vier sterren staan voor de vier toenmalige gemeenten in de provincie. Het witte veld komt van de zilveren wolk (waaruit een gewapende arm komt) uit het wapen van de stad Valga uit 1584.